# Tribunal Vivo
O Tribunal Vivo (Em inglês: Living Tribunal, também chamado de Juiz Triplo) é uma entidade cósmica ficcional que aparece no Universo Marvel. O personagem fez sua primeira aparição em Contos Estranhos ou Strange Tales #157 (junho de 1967) (fez a primeira aparição completa nesta edição) e foi criado por Stan Lee, Marie Severin e Herb Trimpe.

## História
O Tribunal Vivo é uma entidade cósmica humanoide extremamente poderosa que tem existido tanto tempo quanto o próprio multiverso. Sua função é proteger o Multiverso (a soma de todos os universos alternativos) de um desequilíbrio de forças místicas. Ele deve prevenir um universo de acumular mais poder do que qualquer um dos outros, ou de perturbar o equilíbrio cósmico de alguma forma. O Tribunal Vivo também pode agir para prevenir um desequilíbrio muito grande entre o bem e o mal dentro de um universo. Quando a questão envolve apenas um universo, o Tribunal pode deixar o julgamento final para as entidades abstratas do mesmo (no universo da Terra-616, Lorde Caos e Mestre Ordem). O Tribunal Vivo não possui contrapartes alternativas, pois existe apenas um Tribunal Vivo no Multiverso.
Se significar a preservação do equilíbrio místico, o Tribunal tem o poder para destruir planetas habitados ou um universo inteiro. O Tribunal Vivo se manifesta como um ser com três faces, as quais representam os três lados da personalidade do Tribunal. Sua face frontal, através da qual ele costuma falar, representa a imparcialidade, a face totalmente encapuzada em seu lado direito representa a necessidade e a face parcialmente encapuzado na sua esquerda representa a vingança. Todas as três vozes devem concordar em um caso antes que o Tribunal possa intervir.

## Publicação
O Tribunal Vivo tem poderes incomensuráveis. É capaz de mudar a realidade e a natureza dos fatos com o pensamento, não importando o local ou época em que ele esteja ou queira mudar. Está sempre ciente de tudo que alguém queira fazer. Ele, porém, só age quando necessário: quando há intenso desequilíbrio cósmico, alguma catástrofe galáctica, colisão indesejada de planetas ou a temida união e mal uso das poderosas Infinite Stones (no Brasil são chamadas de Joias do Infinito).
No entanto, o Tribunal pode ser considerado a 2° entidade mais poderosa do Universo Marvel ficando abaixo apenas de The One Above All (Deus criador do Multiverso e tudo da Marvel) pois na saga de quadrinhos Infinity War (no Brasil Guerra do Infinito ) Thanos, o Titã Louco, conseguiu juntar a seis Joias do Infinito, relíquias de poder imensurável, e se propôs a matar cada ser vivo do Universo a pedido da própria Morte, senhora do submundo, para agradá-la, pois ele a ama. O Tribunal apareceu para julgar a questão, decidindo que não iria interferir, pois Thanos estava apenas substituindo a importância da Eternidade, outra entidade cósmica do Universo Marvel, pela dele, não havendo desequilíbrio. Conclui-se, portanto, que mesmo que Thanos matasse todos os seres vivos no universo, o Tribunal não seria afetado de forma alguma. O Tribunal Vivo serve como o juiz final para todos os assuntos que envolvem as entidades cósmicas, como a Eternidade e Infinito, Mestre Ordem e Lorde Caos, Galactus, Morte e Oblivion, estando acima de todas elas na hierarquia cósmica.

## Poderes e habilidades
Seu poder cósmico é praticamente infinito, ele é imune a tudo que se possa imaginar, pois nada que alguém possa fazer irá afetá-lo de forma alguma. Ele sobreviveria facilmente até mesmo à uma hecatombe apocalíptica. Seus ilimitados poderes são tão espantosos e incalculavelmente devastadores que com apenas a força de seu pensamento seria capaz de destruir, criar, manipular, transmutar ou recriar qualquer coisa na existência, indiferente à época, local ou distância em que esteja. O Tribunal Vivo está sempre ciente de tudo o que acontece em cada parte do Multiverso, pois absolutamente nada lhe pode ser escondido. Porém, como mencionado antes, ele só intervém quando há um forte desequilíbrio cósmico. 

### Universo Cinematográfico
Recentemente no filme Doutor estranho, o Tribunal Vivo teve uma pequena menção, (o bastão do tribunal vivo). Ainda não se sabe se o personagem realmente será introduzido nos cinemas.

## Outras versões
Durante DC vs. Marvel/Marvel vs. DC, o Tribunal se uniu ao Espectro para salvar seus mundos das tentativas dos dois irmãos cósmicos de destruir um dos dois multiversos. Seu pacto, com a ajuda do Access, criou o multiverso do Amálgama, fundindo os dois multiversos, a fim de "comprar algum tempo". Como o novo multiverso do Amálgama era instável, os antigos multiversos são restaurados. A luta de "The Brothers" (Os Irmãos) continua até que os esforços do Batman e Capitão América contra eles os fazem perceber que ambos "fizeram o bem", e os multiversos são poupados.